# Јован XIV Цариградски
Јован XIV Цариградски, по презимену Калекас (грч. Ἰωάννης Καλέκας; око 1282 – 29. децембар 1347), био је васељенски патријарх Цариграда од 1334. до 1347. године. Био је антиисихаста и противник Григорија Паламе. Био је активни учесник у византијском грађанском рату 1341–1347. као члан регентства цара Јована V Палеолога, против цара Јована VI Кантакузина.

## Лични живот
Јован Калекас је рођен око 1282. године у Апру у Тракији. Након што је одрастао у скромним околностима, Јован се оженио и имао сина и ћерку.

## Каријера
Рукоположен је за свештеника. Јован је дошао под покровитељство Јована Кантакузина, главног министра цара Андроника III Палеолога, а касније и мега доместика, који га је увео на царски двор. Године 1334, упркос отпору патријаршијског синода, Јован Кантакузин је довео Јована Калеку до његовог избора, прво за митрополита Солуна, а затим и за патријарха Цариградског, где је наследио патријарха Исака Цариградског.
Око 1337. године, током патријаршије Јована XIV, калабријски монах, Варлам Семинарски, који је био игуман манастира Христа Спаситеља у Хори, сазнао је за праксу исихазма током посете Светој Гори. Варлам, образован у западној схоластичкој теологији, био је скандализован и почео је да води кампању против ове праксе и њеног заговорника Григорија Паламе. Спор је растао до 1341. године, када је цар Андроник III, присталица Григорија Паламе, сазвао Пети цариградски сабор (1341–1368). Иако је подржавао Варлама, Јован XIV није се одупрео његовој осуди; након његове осуде, Варлам је трајно напустио Цариград. Након тога, Варламов случај је преузео Григорије Акиндинос. Године 1344, на синоду који је сазвао Јован Кантакузин, где је патријарх Јован XIV био одсутан, осуђен је и Григорије Акиндинос.
Године 1345, након што се коначно опредељио за Варламову странку, патријарх Јован XIV сазвао је синод који је изопштио Григорија Паламу из Цркве и затворио га на три године, све до Јованове XIV смрти 1347. Током истог синода, Јован XIV је такође екскомуницирао епископа Исидора Монембасијског, Григоријевог ученика.
Након смрти цара Андроника III Палеолога у јуну 1341. године, на царском двору су се појавиле две фракције забринуте за регентство за малолетног савладара Јована V Палеолога. Уз помоћ интрига Алексија Апокавка, две стране су се упустиле у византијски грађански рат који је трајао до 1347. године. Након извесног маневрисања, једна фракција се формирала око Јована Кантакузина, који је био присталица Григорија Паламе, а укључивала је и покрајинске магнате из Македоније и Тракије. Другу фракцију, која је преузела царску власт, предводили су патријарх Јован XIV и Алексије Апокавк и подржавала је удовицу Андроника III, Ану Савојску, у њеним напорима да преузме регентство за младог Јована V Палеолога. Приликом формирања фракције, Ана је именовала патријарха Јована XIV за регента, а Алексија Апокавка за епарха (градског префекта).
У почетку је регентство имало предност, али до 1345. године Јован Кантакузин, уз помоћ Орхана Газија из Османског емирата и убиством Алексија Апокавка, задао је регентству тежак ударац. Године 1346, Јован VI Кантакузин је крунисан за савладара у Адријанопољу и ушао је у Цариград у фебруару 1347. године. Затим је рат за регентство завршен споразумом да ће Јован Кантакузин бити старији цар и регент за Јована V Палеолога док не буде довољно стар да самостално влада.

### Синод из 1347. године
Синод је одржан у фебруару 1347. године, на којем је свргнут Јован XIV, прогнан у Дидимотихо, а такође је изопштен и Григорије Акиндинос. Исидор I Цариградски, кога је синод 1344. године екскомуницирао, сада је постављен за патријарха.
У року од неколико дана након завршетка концилибула, Јован VI Кантакузин је победоносно ушао у Цариград и присилио своје противнике да га крунишу за савладара. Један од његових првих потеза био је да потврди свргавање Јована XIV и да одобри синодски томос који је управо издат против њега. Спор око исихазма наставио се кроз синод који су сазвале Варламове присталице које су одбиле да прихвате патријарха Исидора I пре него што је коначно решење спора постигнуто на шестом синоду 1351. године током патријаршије Калиста I Цариградског.

## Последње године
У другој половини 1347. године, свргнути Јован XIV враћен је из егзила у Цариград, где је касније те године и умро.